# Lajkovac (selo)
Lajkovac (selo) (en serbe cyrillique : Лајковац (село)) est une localité de Serbie située dans la municipalité de Lajkovac, district de Kolubara. Au recensement de 2011, elle comptait 2 128 habitants.

## Démographie

### Évolution historique de la population
| 1948 | 1953  | 1961 | 1971  | 1981  | 1991  | 2002  | 2011  |
| ---- | ----- | ---- | ----- | ----- | ----- | ----- | ----- |
| 747  | 1 043 | 967  | 1 099 | 1 464 | 1 859 | 1 950 | 2 128 |

|  |